# ريكي كارمايكل
ريكي كارمايكل (بالإنجليزية: Ricky Carmichael)‏ مواليد 27 نوفمبر 1979 في فلوريدا، الولايات المتحدة، هو متسابق دراجات نارية أمريكي.

## روابط خارجية
- ريكي كارمايكل على موقع IMDb (الإنجليزية)
- ريكي كارمايكل على موقع قاعدة بيانات الفيلم (الإنجليزية)
- ريكي كارمايكل على موقع Racing-Reference.info (الإنجليزية)